# 汪鼎金
汪鼎金（?—?），浙江钱塘人，清朝政治人物。进士出身。
乾隆七年，登進士。乾隆十一年（1746年），擔任清朝廣州府新安縣知縣。后由趙長民接任。